# 沙利文 (紐約州)
沙利文（英語：Sullivan）是一個位於美國紐約州麥迪遜縣的鎮。

## 人口
根據2020年美國人口普查的數據，沙利文的面積為189.90平方千米，當中陸地面積為189.40平方千米，而水域面積為0.50平方千米。當地共有人口14794人，而人口密度為每平方千米78人。